# Madame (artiste)
 (novembre 2022).
La mise en forme du texte ne suit pas les recommandations de Wikipédia : il faut le « wikifier ».
Les points d'amélioration suivants sont les cas les plus fréquents. Le détail des points à revoir est peut-être précisé sur la page de discussion.
- Les titres sont pré-formatés par le logiciel. Ils ne sont ni en capitales, ni en gras.
- Le texte ne doit pas être écrit en capitales (les noms de famille non plus), ni en gras, ni en italique, ni en « petit »…
- Le gras n'est utilisé que pour surligner le titre de l'article dans l'introduction, une seule fois.
- L'italique est rarement utilisé : mots en langue étrangère, titres d'œuvres, noms de bateaux, etc.
- Les citations ne sont pas en italique mais en corps de texte normal. Elles sont entourées par des guillemets français : « et ».
- Les listes à puces sont à éviter, des paragraphes rédigés étant largement préférés. Les tableaux sont à réserver à la présentation de données structurées (résultats, etc.).
- Les appels de note de bas de page (petits chiffres en exposant, introduits par l'outil «  Source ») sont à placer entre la fin de phrase et le point final[comme ça].
- Les liens internes (vers d'autres articles de Wikipédia) sont à choisir avec parcimonie. Créez des liens vers des articles approfondissant le sujet. Les termes génériques sans rapport avec le sujet sont à éviter, ainsi que les répétitions de liens vers un même terme.
- Les liens externes sont à placer uniquement dans une section « Liens externes », à la fin de l'article. Ces liens sont à choisir avec parcimonie suivant les règles définies. Si un lien sert de source à l'article, son insertion dans le texte est à faire par les notes de bas de page.
- La présentation des références doit suivre les conventions bibliographiques. Il est recommandé d'utiliser les modèles {{Ouvrage}}, {{Chapitre}}, {{Article}}, {{Lien web}} et/ou {{Bibliographie}}. Le mode d'édition visuel peut mettre en forme automatiquement les références.
- Insérer une infobox (cadre d'informations à droite) n'est pas obligatoire pour parachever la mise en page.

Pour une aide détaillée, merci de consulter Aide:Wikification.
Si vous pensez que ces points ont été résolus, vous pouvez retirer ce bandeau et améliorer la mise en forme d'un autre article.
Pour les articles homonymes, voir Madame (homonymie).
Madame, et plus anciennement Madame Moustache, pseudonyme d'Aurélie Ludivine Bidault,,, née le 1er août 1982, est une artiste visuelle, street artiste et collagiste de rue française originaire de Tours, Indre-et-Loire. 

## Biographie
Issue d'une famille d'artistes, diplômée en lettres, comédienne et scénographe de formation, Madame s'est tournée vers les arts plastiques, la sculpture, la peinture, puis le collage depuis les années 2010, elle réalise ces derniers à partir d'images du début du XXe siècle jusqu’aux années 70. 
En 2022 Madame entre en résidence au Cerfav à Vannes-le-Châtel avec le soutien de la DRAC.

## Expositions, évènements et réalisations publiques
2022

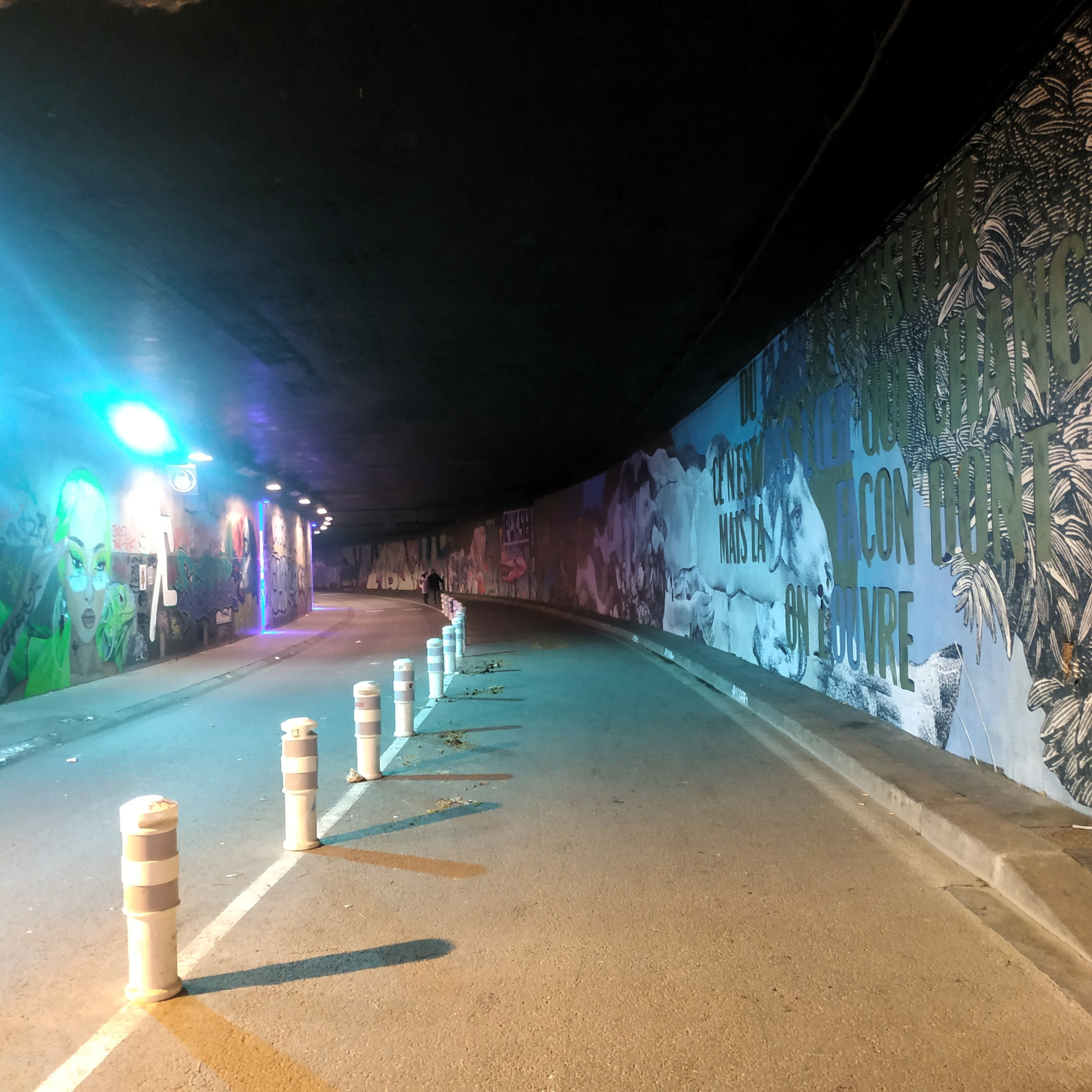
Partie d'une œuvre de Madame, De l’obscure au clair, ce n’est pas l’œil qui change, mais la façon dont on l’ouvre, entrée du tunnel des Tuileries côté Pont-Neuf en janvier 2023

- Fou d’bar Club, exposition solo, Galerie Artistik Rezo, dans le 11e arrondissement de Paris (décembre 2022 - janvier 2023)[7]
- Le Mur, fresque, passage du Pèlerin, Tours (19 novembre 2022)[6]
- Spacejunk Art Centers, exposition solo, Lyon (18 novembre 2022 - 14 janvier 2023)[10]
- Capitale(s) : 60 ans d'art urbain à Paris, exposition collective, Hôtel de Ville de Paris (15 octobre 2022 - 11 février 2023)[11]
- Spacejunk Art Centers, exposition solo, Bayonne (9 septembre 2022 - 5 novembre 2022)[10]
- De l’obscure au clair, ce n’est pas l’œil qui change, mais la façon dont on l’ouvre, exposition collective, une des dix fresques officielles du Tunnel des Tuileries, Paris (ouverture juillet 2022)[12]
- De roses comme de choux, un champ ne se récolte pas par devoir mais par goût, festival Plein Champ, Le Mans (1er juillet - 3 juillet 2022)[13],[14]
- Street Art Fest Grenoble Alpes, On ne fait pas de géants sans déplacer (un peu) les montagnes, place Saint-André, rue du Palais, Grenoble (juin 2022)[15],[16]
- Festival International des Arts Urbains, par C215 et la ville de Laon (20 juin 2022)[17],[18]
- K-Live et MaCO (Musée à Ciel Ouvert), Sète (juin 2022), fresque monumentale rue Maurice Laurens L'on noie mieux le poisson dans l'encre que dans l'eau ...[19],[20],[21]
- Programmation de la nouvelle exposition estivale de Fluctuart Ondes sensibles, œuvres réalisées in situ par les artistes Bault, Kazy Usclef, Kraken, Madame, Néan, Popay et Tania Mouraud, dans le 7e arrondissement de Paris (mai - octobre 2022)[22]
- L'Inconscient, exposition collective (Madame, Nean, Sckaro & Iota), Buronzu Gallery, Liège (Belgique) (23 avril - 28 mai 2022)[23]
- Urbain.es, exposition collective, Roubaix (31 mars - 24 juillet 2022)[24],[25]
- Transmission(s), duo avec Dominique Blais, au Musée de La Poste, dans le 15e arrondissement de Paris (16 février - 18 septembre 2022)[26],[27]

2021
- Fresque,  Fil Rouge Street Art de Bressuire (été 2021)[28]
- Palimpseste, collage papier, superposition de bois, peinture acrylique et techniques mixtes, L'Essentiel, expérience collective d'art éphémère, commissariat Élise Herszkowicz, Cristobal Diaz et Lek, dans l'ancien centre de tri et bureau de poste Magenta, 10e arrondissement de Paris (1er juillet - 19 septembre 2021)[29],[30]
- Loire Art Show, Orléans (juin 2021)
- Inauguration du nouveau Mur Bastille dans le 11e arrondissement de Paris (février 2021)[31]

2020
- Random Family, exposition solo, Galerie OpenSpace, dans le 11e arrondissement de Paris (12 septembre 2020 - 10 octobre 2020)[32]
- Just Do Paint, festival, Saint-Brieuc (septembre 2020)[33]
- Limoges d’Arts et de Feu, Limoges (13 juillet - 31 août 2020)[34]

2019
- Banana Pchitt, exposition collective, Dijon (octobre 2019)
- Cancre, exposition solo, Galerie Artistik Rezo, dans le 11e arrondissement de Paris (12 septembre 2019 - 10 octobre 2019)[35]
- Galerie Artistik Rezo, dans le 11e arrondissement de Paris (13 juin - 5 juillet 2019)[35]
- Saint-Tropez Couleur Bleue, fresque sur le Phare Rouge, Saint-Tropez (juin 2019)[36]
- Entre endurance et résistance seule varie la nature de l'échange, mur de 15 mètres de long, sur la façade de Molitor, pour l'inauguration du court Simonne Mathieu à Roland-Garros dans le 16e arrondissement de Paris (25 mai - 17 juin 2019)[37]
- Du point à la ligne, exposition collective, La Lune en parachute, Épinal (18 mai - 28 juin 2019)[38]
- Hôpital de Fougères, intervention au service de soins palliatifs, Fougères (mars 2019)[39],[40]
- Cabine à la Piscine Molitor, dans le 16e arrondissement de Paris (mars 2019)[41]
- Portrait de famille, exposition solo, Galerie Tschaen, Colmar (février 2019)
- Musée de l'Homme, installation d'une pièce immersive dans l'atrium, illustration de l’article 5 de la Déclaration universelle des droits de l’Homme, contre la torture, les peines ou traitements cruels, inhumains et dégradants, dans le 16e arrondissement de Paris (février 2019)[42]
- Nuit des idées et de la semaine pour la Francophonie, intervention pour le Ministère de la Culture, Paris (janvier 2019)
- Odyssud, Blagnac (8 janvier - 2 mars 2019)[43]

2018
- Strokar Inside, exposition solo, Bruxelles (Belgique) (décembre 2018)
- Monsieur/Madame, exposition collective, Musée en herbe, dans le 1er arrondissement de Paris (octobre 2018)
- Lyon Agglomération, fresque, Lyon (octobre 2018)
- Mister Freeze, festival, Toulouse (septembre 2018)
- Design de La réception et des chambres du Motel One, dans le 12e arrondissement de Paris (septembre 2018)[44]
- Transfert, installation d'un cabinet de curiosités, Nantes (juillet 2018)
- Légendes Urbaines, exposition collective à la base sous-marine de Bordeaux (21 juin - 16 septembre 2018)[45], collage À écrire sur le béton on le fera murmure et non cloison collaboration avec Rouge
- Le Mur Auber, Seuls les transports amoureux font de nous des évadés, gare d'Auber, Paris (16 avril 2018)[46]
- Les Capucines de l'art #2, Un artiste, Un film, Commissariat d'exposition C215, interprétation de La Nuit du chasseur, Paris (avril 2018)
- Un Amour de Graffiti, installation pour le Centre des Monuments Nationaux au Château d'If, Marseille (février 2018)[47]

2017
- Sombre Lumière, exposition solo, Galerie Artistik Rezo, dans le 11e arrondissement de Paris (novembre 2017)[1]
- O, exposition collective, Adda et Taxi Galerie, Paris (septembre 2017)
- Passeport pour un artiste, tournée dans les alliances françaises, Pérou (septembre 2017)[48]
- Parole de Papier, avec Stéphane Moscato et Joachim Romain, Galerie Francis Noël, Liège (Belgique) (septembre 2017)
- Toute en finesse, exposition collective, Galerie Nunc, Paris (septembre 2017)
- K-Live 2017, Sete (juin 2017)[49]
- Cicada, festival, Uzès (mai 2017)
- Urban Art Fair, exposition collective, Paris (avril 2017)
- Lab14, , exposition collective à Montparnasse, Paris (janvier 2017)[50]

2016
- Le MUR, Performance 223, Madame fait le Mur Oberkampf, dans le 11e arrondissement de Paris (décembre 2016)[51]
- Le Mur de Pérols (octobre 2016)
- Monde Souterrains, évènement collectif du in de la Nuit Blanche, Paris (septembre 2016)
- UFAM, Urban Fine Art Meeting Ruhr 2016, festival, Vallée de la Ruhr (Allemagne) (septembre 2016)
- Open Walls Gallery, exposition solo, Berlin (Allemagne) (août 2016)
- Art42, musée d'art urbain dans l'École 42, installation d'une œuvre in situ, dans le 17e arrondissement de Paris (juillet 2016)[52],[53]
- Loures Art Publica, Loures (Portugal) (juin 2016)
- Festival des Promenades Photographiques de Vendôme, installation d'une fresque, Vendôme (juin 2016)
- Dissection d'un c(h)œur, exposition solo, Galerie Artistik Rezo, dans le 11e arrondissement de Paris (mai 2016)[54],[55]
- Keep it Glue, exposition collective, Marseille (avril 2016)
- Le Mur, en collaboration avec l'association Juxtapoz, Marseille (avril 2016)
- Addenda, artistes réunis par Combo Culture Kidnapper, Hall Marie Curie du Musée de l'Histoire de l'immigration, Palais de la Porte-Dorée pour la semaine contre le racisme, dans le 12e arrondissement de Paris (mars 2016)[56]

2015
- 4 chemins, festival multidisciplinaire, ateliers de collages urbains, Port-au-Prince, Haïti (novembre 2015)[4]
- Exposition solo, Galerie Clémouchka, Lyon (septembre 2015)
- Urban Festival Ibug, Plauen (Allemagne) (août 2015)[57]
- Rencontres photographiques de Vendôme, installation d'une pièce In situ sur la façade du petit manège, Vendôme (juin 2015)[58]
- Cheap Festival, invitée d'honneur, exposition personnelle et réalisation d'une fresque de 20 mètres de long, Bologne (Italie) (mai 2015)[59]

2014
- Officielle de la FIAC, intervention et installation d'une pièce à la cité de la mode et du design, dans le 13e arrondissement de Paris (octobre 2014) [60]
- Intégration à la collection de Nicolas Laugero Lasserre, Paris (mai 2014)
- K-Live, festival, Sète (mai 2014)
- Traffic Gallery, exposition solo, Bergame (Italie) (février 2014)[61]

2013
- Dada is Not Dead, exposition collective, Maison Folie Wazemmes, Lille (septembre 2013)
- Pourquoi Madame Moustache est un homme ?, exposition solo, Galerie Rue de Beauce, dans le 3e arrondissement de Paris (24 mars 2013 - 31 mai 2013)[62]

2012
- Braderie de l'art, exposition collective, Metz (octobre 2012)
- Exposition collective au concept store Hôtel Manufacture du 56 rue Volta, dans le 3e arrondissement de Paris (octobre 2012)[63],[64]
- Exposition collective au Silo (site de la Biscuiterie) à Château-Thierry (juillet 2012)[65]
- Mostra di Street Art, exposition collective, Lecco (Italie) (30 juin - 29 juillet 2012)[66]

2011
- Lecco Street View. Street Art and Writing, exposition collective, Lecco (Italie) (6 octobre - 9 octobre 2011)[67]

### De la rue au Louvre 2017-2018
Ensemble d’activités en partenariat avec le musée du Louvre, pour une éducation artistique avec le street art, 2017-2018
- Interventions dans les écoles de Garges-lès-Gonesse et de Nanterre[8]
- HEC, fresque en partenariat avec le Louvre, Jouy-en-Josas (juin 2018)
- Commémoration de Mai 68 à la faculté de Nanterre, réalisation d'une fresque monumentale en partenariat avec le Louvre, réinterprétation d’un tableau de Jean-Baptiste Greuze, Université Paris-Nanterre (bâtiment L), Nanterre (25 janvier 2018) [8]

## Publications
- Alors draguons le sort pour embras(s)er la vie (2021)[69]

### Monographies
- Entretien avec Karen Brunel-Lafargue, Madame se livre, Éditions H'artpon, mai 2019, 312 p. (ISBN 979-10-95208-19-8, présentation en ligne)

### Expositions
- Céline Neveux (textes) et Anne Nicolas (préfacier), Transmission(s) - Carte blanche à Madame et Dominique Blais, Snoeck / Musée de La Poste, février 2022, 55 p. (ISBN 978-94-6161-707-1, présentation en ligne)
- Collectif sous la direction de Magda Danysz, Capitale(s) : 60 ans d'art urbain à Paris,  Gallimard, coll. « Alternatives », 2022, 240 p. (ISBN 978-2-07-299793-8, présentation en ligne)
- Élise Herszkowicz (textes), Antoine Besse (textes), Nicolas Giquel (photographies) et Cristobal Diaz (photographies), L'Essentiel : Expérience collective d'art urbain et contemporain, Flammarion, 2021, 200 p. (ISBN 978-2-08-026959-1, présentation en ligne)
- Association Le Mur et Jean-louis ANTOINE (textes), LE MUR / THE WALL 2016-2018, Hermann, août 2019, 230 p. (ISBN 979-10-370-0159-7, présentation en ligne)

### Vidéos
- [vidéo] Global TV Saint-Tropez, « Des Rendez-vous du Hibou au M de Megève : Madame, une grande du street art ! », sur YouTube, 15 juillet 2021
- [vidéo] Musée du Louvre, « Madame : prendre des personnages sur le vif au Louvre », sur YouTube, 11 mai 2018
- [vidéo] Musée du Louvre, « Madame : entre érotisme et poésie au Louvre », sur YouTube, 13 avril 2018